# Der Pannwitzblick
Der Pannwitzblick ist ein deutscher Dokumentarfilm des Regisseurs Didi Danquart, der den gesellschaftlichen Blick auf Menschen mit Behinderung thematisiert. Er erhielt 1991 den Dokumentarfilmpreis der Filmkritik und lief unter anderem auf dem Chicago International Film Festival. Den Text schrieb der Schriftsteller Christian Geissler.

## Inhalt
Der Film legt den inhaltlichen Schwerpunkt auf den Themenkomplex „unwertes Leben“. Danquart stellt dabei Filmmaterial und Erinnerungen aus der Zeit des Nationalsozialismus der Sterbehilfe-Debatte der Gegenwart und den persönlichen Erzählungen von Menschen mit Behinderung gegenüber.
Der Titel basiert auf einer Notiz des italienisch-jüdischen Schriftstellers Primo Levi, dem der KZ-Arzt Pannwitz, der für ein Chemiewerk der deutschen Industrie Häftlinge der Konzentrationslager Auschwitz und Birkenau selektierte, den Tod in Auschwitz verordnet hatte:

„Könnte ich aber bis ins letzte die Eigenart jenes Blicks erklären, der, wie durch die Glaswand eines Aquariums, zwischen zwei Lebewesen getauscht wurde, die verschiedene Elemente bewohnten, so hätte ich damit auch das Wesen des großen Wahnsinns des Dritten Reiches erklärt.“

## Rezeption
Das Lexikon des internationalen Films sprach von einem „engagierte[n] Film, der rigoros für die Belange Behinderter eintritt, denen Unverständnis und Hilflosigkeit der Umwelt die Selbstbehauptung noch immer erschweren“. In der Jurybegründung des Dokumentarfilmpreises heißt es, im Film werde eine „in der Öffentlichkeit nach wie vor tabuisierte Problematik“ auf „komplexe Weise unter Verwendung unterschiedlicher und zielgerichtet eingesetzter filmischer Mittel erschlossen“. Im Gegensatz zu anderen Dokumentarfilmen habe der „Kommentar poetische Qualität“. Der Film beziehe „Stellung, ohne fertige Antworten zu liefern“.